# آورو ۶۴۲ هیجده
آورو ۶۴۲ هیجده (به انگلیسی: Avro 642 Eighteen) یک هواپیمای ساختِ کارخانهٔ آورو در کشور بریتانیا است. این هواپیما در ۱۹۳۴ میلادی نخستین پرواز خود را انجام داد.